# Mike Shinoda
Michael Kenji Shinoda ( /ʃᵻˈnoʊdə/; en japonés: 篠田 賢治, romanizado: Shinoda Kenji) (Los Ángeles, California, 11 de febrero de 1977) es un músico y productor discográfico estadounidense, conocido principalmente por ser rapero, compositor, guitarrista rítmico y tecladista de la banda Linkin Park. En 2004,  Shinoda creó un proyecto paralelo impulsado por el hip hop, Fort Minor. También se desempeñó como productor de pistas y álbumes de Lupe Fiasco, Styles of Beyond y X-Ecutioners.
Nacido en Panorama City, Los Ángeles, California y criado en Agoura Hills, Shinoda formó Xero, que luego se convirtió en Linkin Park, con dos de sus amigos de la escuela secundaria: Brad Delson y Rob Bourdon en 1996, más tarde se unieron Joe Hahn, Dave Farrell y Mark Wakefield. Chester Bennington se unió a Linkin Park en 1999, reemplazando a Wakefield como vocalista principal. Más tarde, la banda firmó un contrato discográfico con Warner Bros Records.
Shinoda también es cofundador de Machine Shop Records, un sello discográfico con sede en California. Fuera de la música, Shinoda es artista y diseñador gráfico. Ha pintado varias obras de arte, algunas de las cuales se han presentado en el Museo Nacional Japonés Americano. En 2018, Shinoda lanzó Post Traumatic, que contenía 18 canciones sobre sus sentimientos tras la muerte de su colega y viejo amigo Chester Bennington.

## Vida y carrera

### Primeros años
Shinoda nació el 11 de febrero de 1977 en Panorama City, California y se crio en Agoura Hills, California. Su padre es japonés-estadounidense. Tiene un hermano menor llamado Jason. Fue criado como un protestante liberal. La madre de Shinoda lo animó a tomar lecciones de piano clásico cuando tenía seis años. A los 13, expresó el deseo de pasar a tocar jazz, blues y hip hop. Más tarde agregó la guitarra y la voz de estilo rap a su repertorio durante sus años de escuela secundaria y preparatoria.
Shinoda asistió a Agoura High School con los compañeros de banda de Linkin Park, Brad Delson y Rob Bourdon. Los tres formaron la banda Xero y comenzaron a hacer un intento más serio de seguir una carrera en la industria de la música. Después de graduarse de la escuela secundaria, Shinoda se matriculó en el Art Center College of Design de Pasadena para estudiar diseño gráfico e ilustración. Asistió a clases con el DJ Joseph Hahn. Mientras estudiaba en el Art Center College of Design, experimentó una especie de crisis de identidad. Años más tarde, le dijo a un entrevistador:

«Creo que probablemente fue en la universidad cuando me di cuenta de que había una diferencia entre el japonés y el japonés-estadounidense. Es importante darse cuenta de eso. No es lo mismo y luego, eventualmente, con Linkin Park, hice una gira en Japón. He estado allí ahora creo que cuatro veces. Recuerdo la primera vez que fui, que familiar me parecía, recién bajando del avión, olía a casa de mi tía, en el aeropuerto, olía a Japón. No sé si alguien más lo notó, pero salí del avión y pensé que esto definitivamente me resulta familiar, ni siquiera vi nada todavía. Y luego, al ir a Tokio, Osaka, Kioto, Nagoya, simplemente reconoces cosas sobre la forma en que la gente actúa, las pequeñas cosas que hace la gente, como agarrar una hoja de papel. Hay cosas que son más obvias como tomar la tarjeta de presentación de alguien con las dos manos. No se hace eso en los Estados Unidos. Cuando vi a alguien hacer eso, dije: "Oh, sí, mi tío siempre hace eso", ya sabes. Hay pequeñas cosas que provienen culturalmente de Japón, pero también existen en la cultura japonesa estadounidense y me hizo sentir que la conexión estaba allí y que no me había dado cuenta de cuánto estaba allí».
Mike Shinoda

Shinoda se graduó en 1998 con una licenciatura en ilustración y obtuvo un trabajo como diseñador gráfico.

### Linkin Park

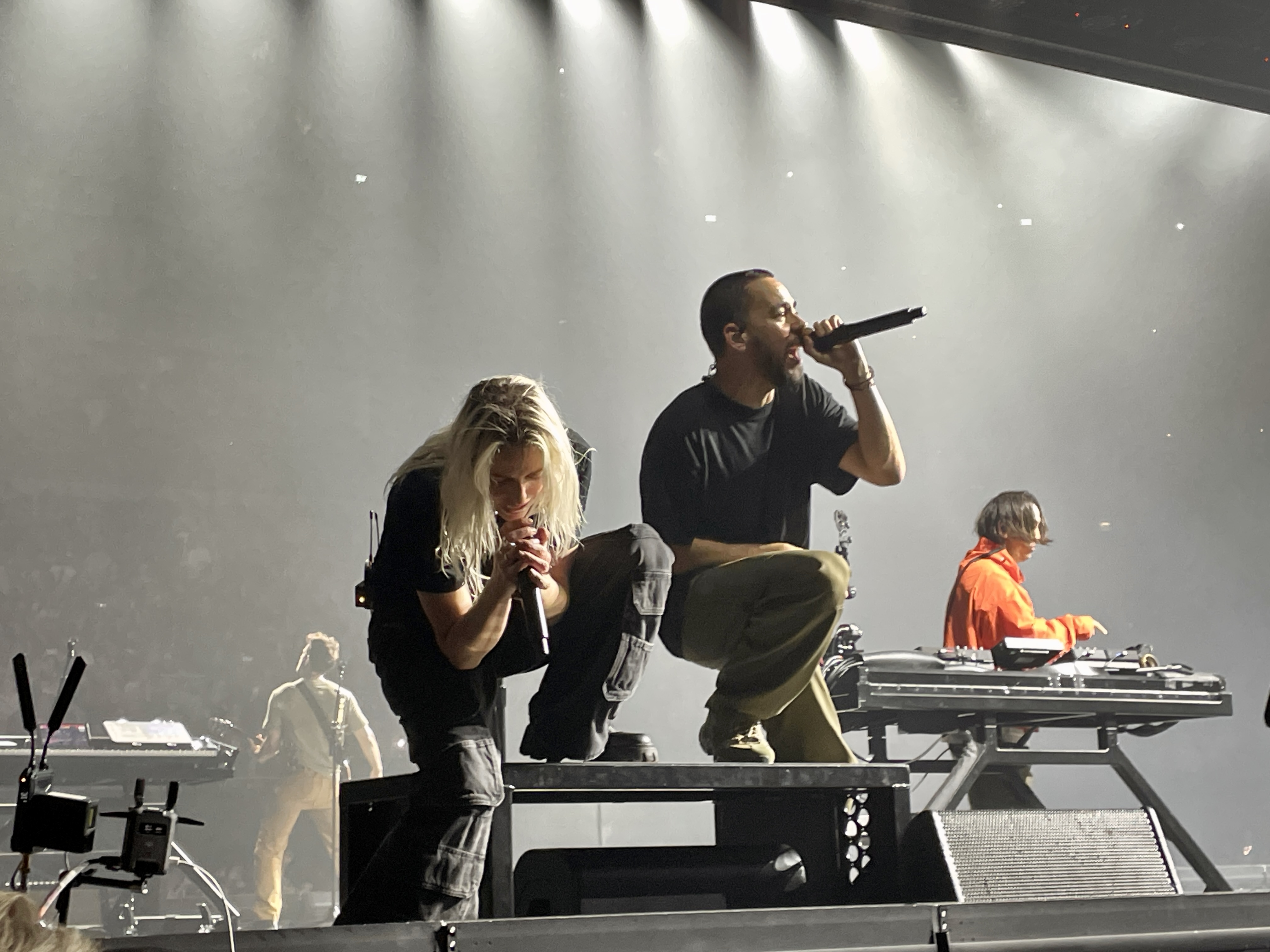
Shinoda en Vivo con Linkin Park Londres, 2024

Shinoda fundó Linkin Park con Rob Bourdon y Brad Delson en 1996. Finalmente trajeron al tocadiscos Joe Hahn, al bajista Dave Farrell y al vocalista Mark Wakefield. La primera encarnación de la banda se llamó Xero. La banda tenía recursos limitados y originalmente produjo y grabó música en el dormitorio de Shinoda, lo que resultó en el lanzamiento de una cinta de demostración de cuatro pistas, titulada Xero, en 1997. Cuando la banda no pudo encontrar un contrato discográfico, Wakefield y Farrell dejaron la banda para dedicarse a otros intereses musicales, aunque la partida de Farrell resultó ser temporal. Más tarde, la banda reclutó a Chester Bennington y consiguió con éxito un contrato discográfico con Warner Bros Records. El primer álbum de estudio de Linkin Park, Hybrid Theory, se convirtió en un gran éxito y ayudó a la banda a alcanzar el éxito internacional.
Shinoda está muy involucrado en los aspectos técnicos de las grabaciones de la banda, y en los lanzamientos posteriores ese rol continuó expandiéndose. Shinoda, con el guitarrista Brad Delson, diseñó y produjo el EP Hybrid Theory de la banda, y realizó papeles similares en la grabación de Hybrid Theory. Ha contribuido a la composición instrumental y lírica de la mayoría de las canciones de Linkin Park. Aunque Bennington se desempeñó principalmente como vocalista principal de Linkin Park, ocasionalmente compartió el papel con Shinoda. Bennington tenía un estilo de canto más agudo y emotivo, mientras que Shinoda tiene una entrega de estilo hip hop de barítono. Shinoda organizó y supervisó el primer álbum de remixes de la banda, Reanimation, en 2002, contribuyendo con su propia producción de remixes que hizo en el estudio de su casa para «Crawling» y «Pushing Me Away». Shinoda colaboró con el artista de grafiti DELTA, el diseñador gráfico Frank Maddocks y su compañero de banda Joe Hahn para preparar el arte de Reanimation. Mike también colaboró con Flem, Delta, James R. Minchin III, Nick Spanos y Joe Hahn para la obra de arte del segundo álbum de estudio de la banda, Meteora. Shinoda también produjo el álbum, con sus compañeros de banda y Don Gilmore, que fue su primera experiencia de producción. Con el lanzamiento del EP mashup colaborativo de Jay-Z y Linkin Park, titulado Collision Course en 2004, la participación de Shinoda en la creación de los álbumes siguió creciendo. Produjo y mezcló el álbum, que ganó un premio Grammy a la «Mejor colaboración de rap/canción» en 2006.

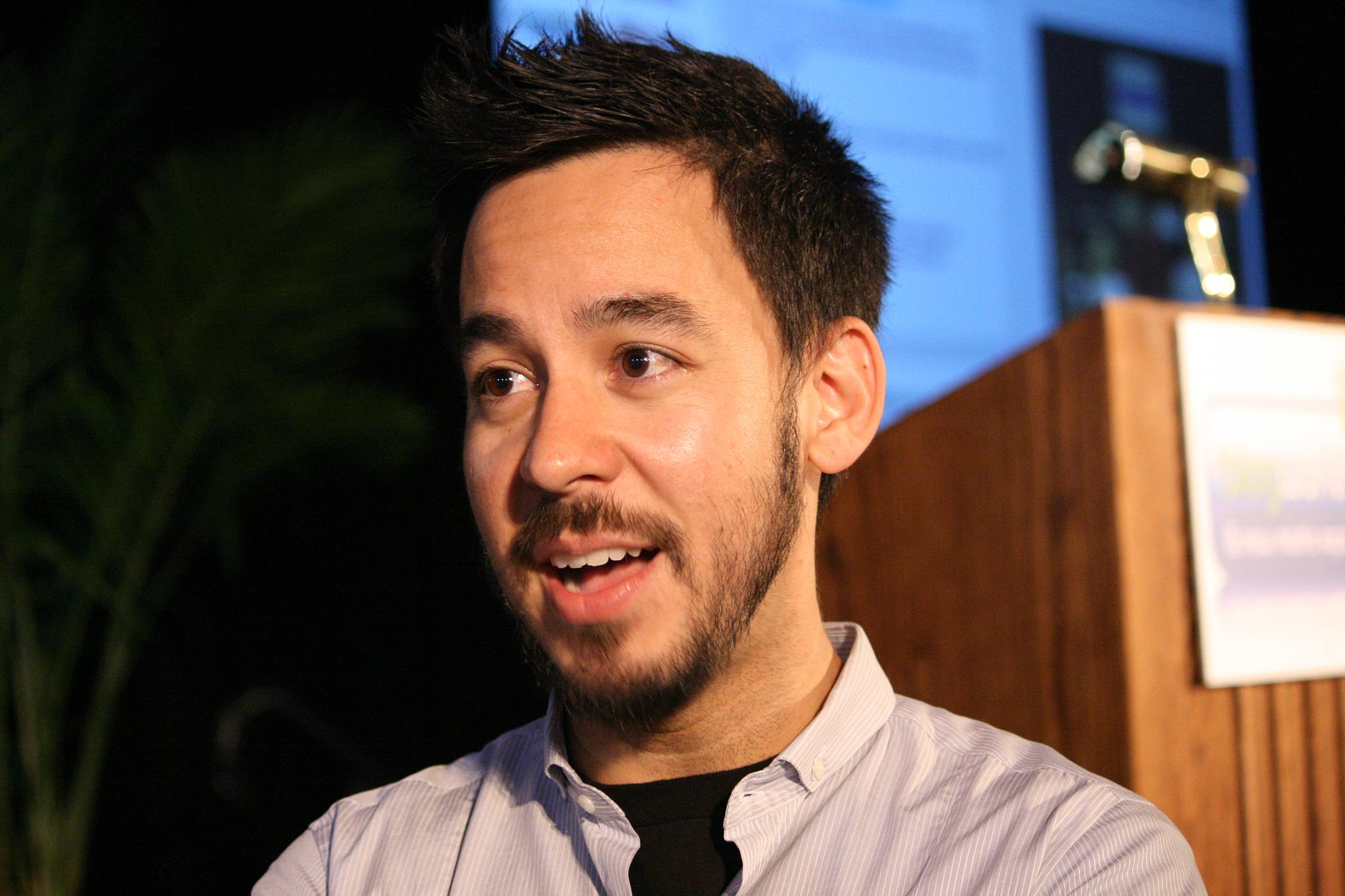
Shinoda en el World Expo de 2008.

La banda lanzó su siguiente álbum, Minutes to Midnight, el 14 de mayo de 2007. En este álbum, Shinoda compartió un crédito de producción con el productor Rick Rubin. Este álbum también fue la primera vez que Shinoda, conocido por su rap, cantó una voz destacada (a pesar de que cantó coros en sus dos álbumes anteriores). Shinoda cantó en las canciones «In Between» y la canción del lado B, «No Roads Left», además de rapear y cantar en las canciones «Bleed It Out» y «Hands Held High». A pesar de la rareza de las pistas de canto de Shinoda, la revista de música Hit Parader lo ubicó en el puesto 72 de los 100 mejores vocalistas de metal de todos los tiempos.
Shinoda y Rubin nuevamente compartieron un crédito de producción para el cuarto álbum de Linkin Park, A Thousand Suns, que fue lanzado el 14 de septiembre de 2010. Este álbum contó con más de su canto que el rap. Shinoda rapea en tres temas, concretamente «When They Come for Me», «Wretches and Kings» y el segundo sencillo «Waiting for the End», mientras canta en numerosas canciones (en concreto versos), como el tercer sencillo «Burning in the Skies», «Robot Boy», «Blackout», cuarto sencillo «Iridescent» y sencillo principal «The Catalyst». Bennington y Shinoda cantaron simultáneamente en «The Catalyst», «Jornada del Muerto» y «Robot Boy», mientras que «Iridescent» presenta a todos los miembros de la banda cantando juntos.

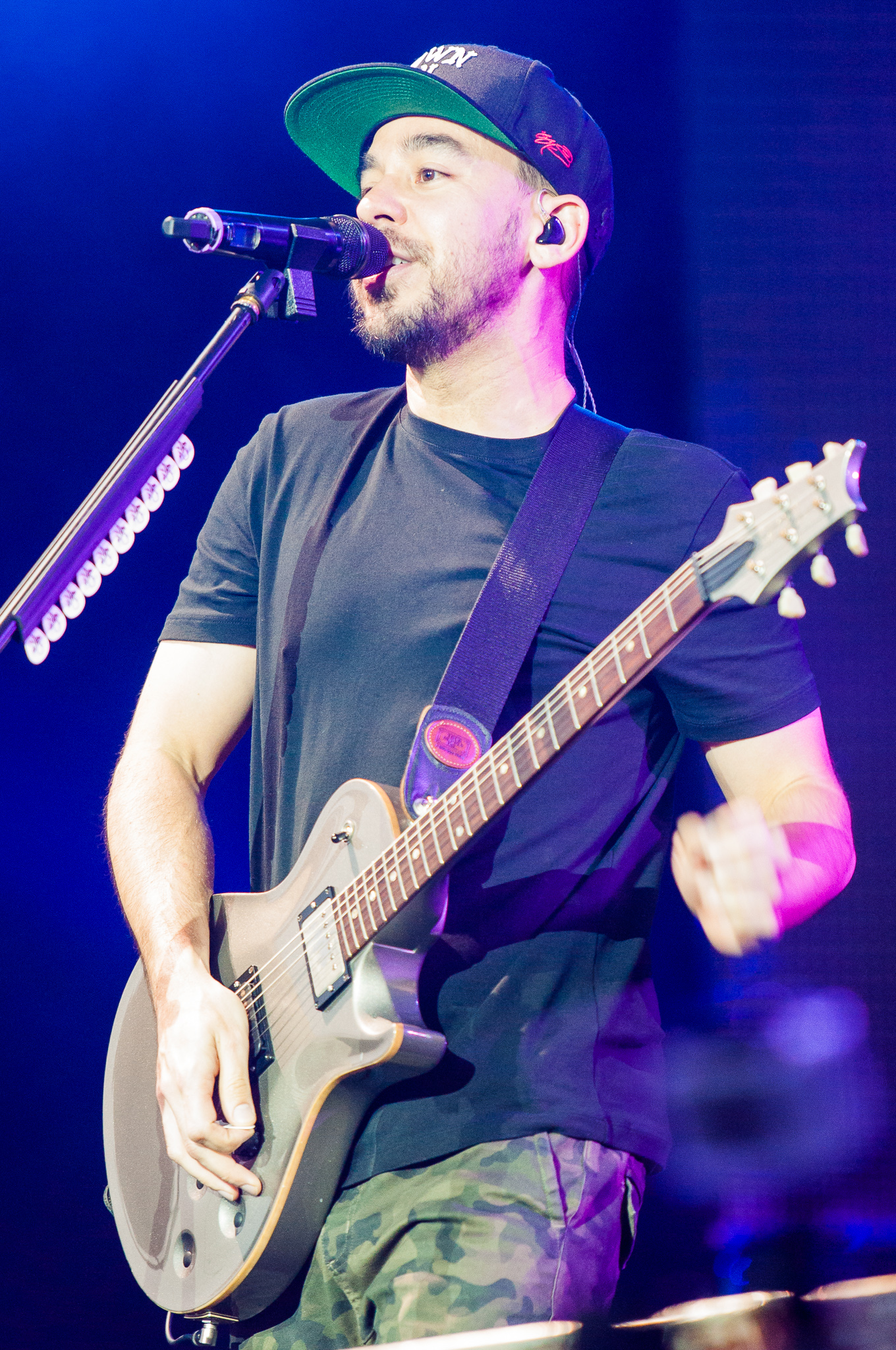
Shinoda actuando con Linkin Park en Rock im Park en 2014.

Linkin Park lanzó su quinto álbum, Living Things, el 26 de junio de 2012. Este álbum fue declarado más «centrado en el rap» por Shinoda en comparación con los dos álbumes anteriores. Mientras que había pistas como «Skin to Bone», «Roads Untraveled» y «Castle of Glass» que presentaban la voz cantante de Shinoda y tenían música folclórica, influenciada por las obras de Bob Dylan, así como las inspiraciones de Dylan. AllMusic describió el trabajo de Shinoda para el álbum como «una banda sonora adecuada para los raperos envejecidos que se sienten cómodos en su piel pero inquietos de corazón». Recharged, que es un álbum de remixes que consiste en remixes de canciones originales de Living Things, fue lanzado el 29 de octubre de 2013. Shinoda usó su experiencia EDM que obtuvo de Avicii mientras trabajaba en la canción «Wake Me Up», y también de Steve Aoki mientras trabajaba en «A Light That Never Comes», para remezclar algunas canciones del álbum. Shinoda reinterpretó canciones como «Castle of Glass» y «Victimized». También trabajó con sus viejos amigos como DJ Vice y Ryu para el álbum.
En 2014, Shinoda trabajó con Delson para producir el sexto álbum de estudio de la banda, The Hunting Party, que se lanzó el 17 de junio de 2014. El álbum es el primero que incluye artistas como Page Hamilton de Helmet, Rakim, Daron Malakian de System of a Down y Tom Morello de Rage Against the Machine. El primer sencillo del álbum, «Guilty All the Same», es la primera canción sin remixes de la banda que presenta rap de un artista invitado en lugar de Shinoda.
La preproducción de su séptimo álbum de estudio comenzó a mediados de 2015 durante The Hunting Party Tour por Shinoda en su teléfono. En 2017, Shinoda volvió a trabajar con Delson en la producción de One More Light. El álbum es el primero en presentar a otros compositores en lugar de a la propia banda. El álbum en general incluye el canto de Shinoda, pero algunas canciones tienen rap. «Good Goodbye» es una canción que presenta el rap de Shinoda, Stormzy y Pusha T.

## Discografía

### Con Linkin Park
- 2000: Hybrid Theory
- 2003: Meteora
- 2007: Minutes to Midnight
- 2010: A Thousand Suns
- 2012: Living Things
- 2014: The Hunting Party
- 2017: One More Light
- 2024: From Zero

### Con Fort Minor
- 2005: The Rising Tied

### Como solista
- 2018: Post Traumatic
- 2020: Dropped Frames, Vol. 1
- 2020: Dropped Frames, Vol. 2
- 2020: Dropped Frames, Vol. 3
- 2021: Cognition"